# Unterlahnkreis

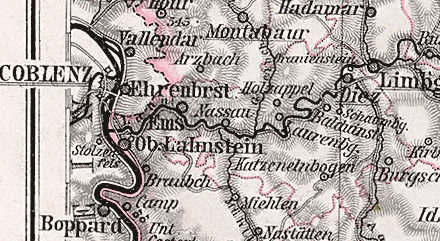
Kartenausschnitt mit dem ehemaligen Unterlahnkreis von 1905

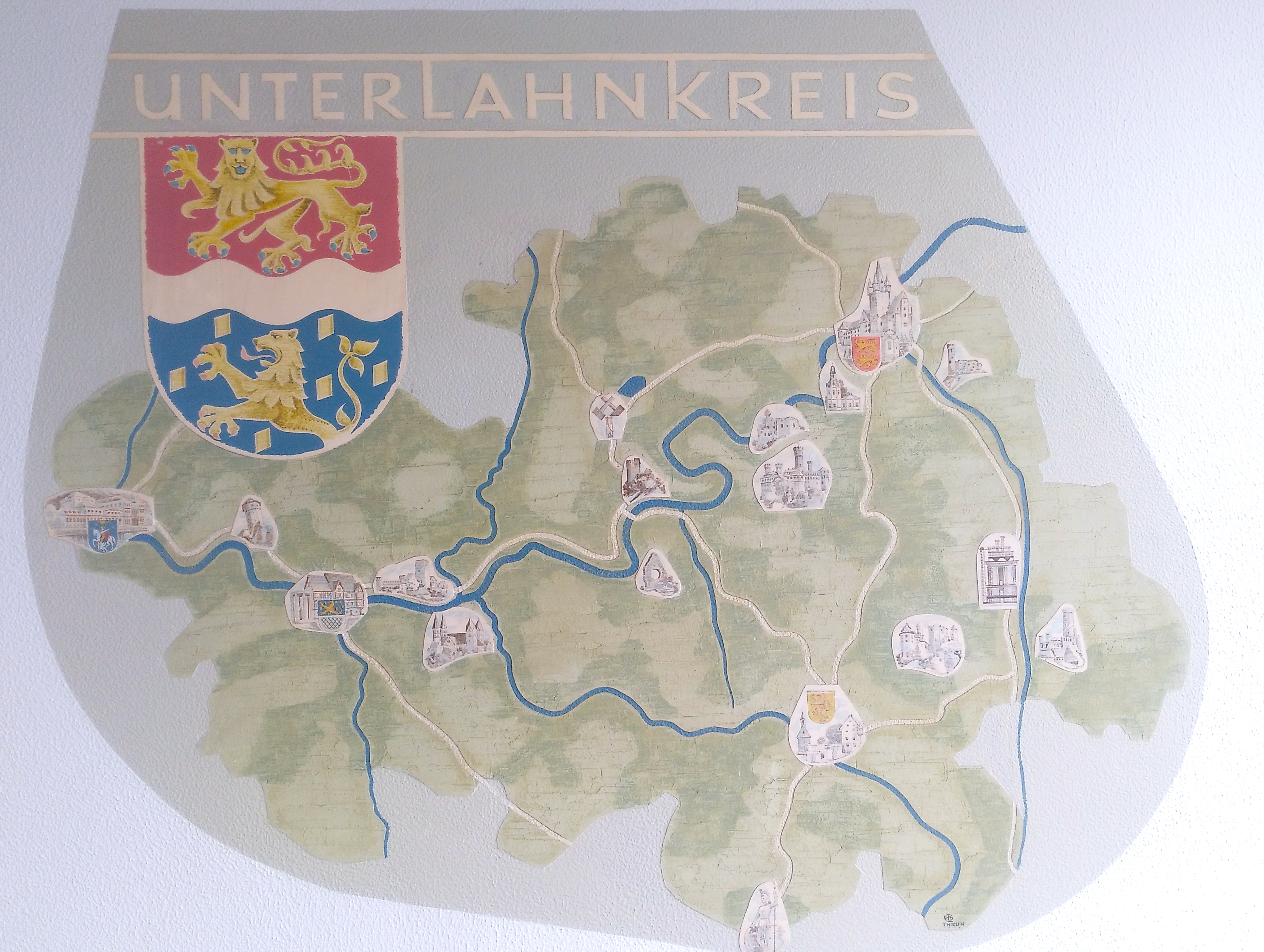
Karte des Unterlahnkreises im ehem. Kreishaus Diez

Der  Unterlahnkreis  war bis zum Jahr 1969 ein Landkreis in Rheinland-Pfalz. Er wurde 1867 im Regierungsbezirk Wiesbaden der preußischen Provinz Hessen-Nassau gegründet. Seine Kreisstadt war Diez.

## Geographie
Der Landkreis grenzte Anfang 1969 im Uhrzeigersinn im Norden beginnend an den Unterwesterwaldkreis (in Rheinland-Pfalz), an die Landkreise Limburg und Untertaunuskreis (beide in Hessen) sowie an den Loreleykreis (wiederum in Rheinland-Pfalz).

## Geschichte

### Entstehung
Nach der Annexion des Herzogtums Nassau durch Preußen im Deutschen Krieg im Jahr 1866 wurden das Herzogtum Nassau, die ebenfalls eingegliederte Freie Stadt Frankfurt und einige Hessen-Darmstädtische Gebiete aufgrund der preußischen Verordnung vom 22. Februar 1867 dem Regierungsbezirk Wiesbaden zugeordnet und dieser in zwölf Kreise eingeteilt. Die bisherigen nassauischen Ämter Diez, Limburg, Nassau und Nastätten bildeten den Unterlahnkreis. Sitz des Landratsamts war die Stadt Diez. Der Kreis umfasste in seiner ursprünglichen Abgrenzung sechs Städte sowie 115 Landgemeinden und hatte eine Fläche von 618,75 km² mit 63.891 Einwohnern.

### Veränderungen
Das Amt Limburg schied im Jahre 1886 aus dem Unterlahnkreis aus und wurde dem neu gebildeten Kreis Limburg zugeschlagen, zu dessen Kreisstadt Limburg erhoben wurde. Ferner wurde der westliche Teil des Amtes Nastätten dem neu geschaffenen Kreis Sankt Goarshausen zugeordnet. Nur der östliche Teil um Katzenelnbogen verblieb im verkleinerten Unterlahnkreis. Der Unterlahnkreis war damit nur noch 395 km² groß und umfasste 43.765 Einwohner in drei Städten und 80 Landgemeinden.
Die Gemeinde Becheln wechselte am 1. Oktober 1932 aus dem Unterlahnkreis in den Landkreis Sankt Goarshausen.
Während des Zweiten Weltkriegs von 1943 bis 1945 standen der Unterlahnkreis und der Kreis Limburg unter gemeinsamer Verwaltung, die in Limburg ihren Sitz hatte.
Nach dem Zweiten Weltkrieg lag der Unterlahnkreis in der französischen Besatzungszone und fiel daher an das 1946 neu gebildete Land Rheinland-Pfalz, in dem er zusammen mit den drei übrigen ehemals hessisch-nassauischen Landkreisen Sankt Goarshausen, Unterwesterwaldkreis und Oberwesterwaldkreis den Regierungsbezirk Montabaur bildete. Der wiederum wurde im Jahr 1968 mit dem Regierungsbezirk Koblenz zusammengelegt.

### Auflösung
Im Zuge der rheinland-pfälzischen Gebietsreform wurde der Unterlahnkreis am 7. Juni 1969 mit dem Loreleykreis zum Rhein-Lahn-Kreis vereinigt, zu dessen Kreisstadt die Kurstadt Bad Ems (vormals dem Unterlahnkreis zugehörig) auf Grund ihrer zentralen Lage bestimmt wurde.

## Einwohnerentwicklung
| Datum | Einwohner |
| ----- | --------- |
| 1871  | 67.948    |
|       |           |
| 1900  | 44.359    |
| 1910  | 46.089    |
| 1925  | 46.805    |
| 1933  | 48.451    |
| 1939  | 47.581    |
| 1950  | 55.387    |
| 1960  | 57.300    |
| 1968  | 61.974    |

## Landräte
- 1867–187400Berthold von Nasse
- 1877–188800Joseph Rolshoven
- 1888–190000Robert Johannes
- 1900–191800Max Duderstadt
- 1918–191900Heinrich Thon
- 1919–193200Ernst Scheuern
- 1932–193500Werner Ulrici
- 1936–194400Hans Oppermann
- 1944–194500Karl Uerpmann
- 19450000000Wilhelm Hartung
- 1945–194600Bernhard Hasenclever
- 19460000000Gerhard von Breitenbach auftragsweise
- 1946–194700Willi Kratt
- 1947–195000Wilhelm Hartung
- 19500000000Christian Rörig
- 1950–195800Walther Meyer-Delvendahl
- 1958–196900Albert Reinhard

## Gemeinden
Der Landkreis umfasste zuletzt folgende Kommunen:
| - Allendorf - Altendiez - Attenhausen - Aull - Bad Ems, Stadt - Balduinstein - Berghausen - Bergnassau-Scheuern (heute zu Nassau) - Berndroth - Biebrich - Birlenbach - Bremberg - Burgschwalbach - Charlottenberg - Cramberg - Dausenau - Dessighofen - Dienethal - Diez, Stadt - Dörnberg | - Dörsdorf - Dornholzhausen - Ebertshausen - Eisighofen - Eppenrod - Ergeshausen - Flacht - Geilnau - Geisig - Giershausen (heute zu Isselbach) - Gückingen - Gutenacker - Hahnstätten - Hambach - Heistenbach - Herold - Hirschberg - Hömberg - Holzappel - Holzheim | - Horhausen - Isselbach - Kaltenholzhausen - Katzenelnbogen, Stadt - Kemmenau - Klingelbach - Kördorf - Langenscheid - Laurenburg - Lohrheim - Lollschied - Misselberg - Mittelfischbach - Mudershausen - Nassau, Stadt - Netzbach - Niederneisen - Niedertiefenbach - Oberfischbach - Oberneisen | - Obernhof - Oberwies - Pohl - Reckenroth - Rettert - Roth - Ruppenrod (heute zu Isselbach) - Schaumburg (heute zu Balduinstein) - Scheidt - Schiesheim - Schönborn - Schweighausen - Seelbach - Singhofen - Steinsberg - Sulzbach - Wasenbach - Weinähr - Winden - Zimmerschied |

Die Gemeinde Kalkofen war am 1. Oktober 1937 nach Dörnberg eingemeindet worden und die Gemeinde Freiendiez am 1. April 1938 in die Stadt Diez.

## Kfz-Kennzeichen
Am 1. Juli 1956 wurde dem Landkreis bei der Einführung der bis heute gültigen Kfz-Kennzeichen das Unterscheidungszeichen DIZ zugewiesen. Es leitet sich von der ehemaligen Kreisstadt Diez ab und wurde bis zum 6. Juni 1969 ausgegeben. Seit dem 8. Juli 2013 ist es im Rhein-Lahn-Kreis erhältlich.